# 펜탁스 K 마운트

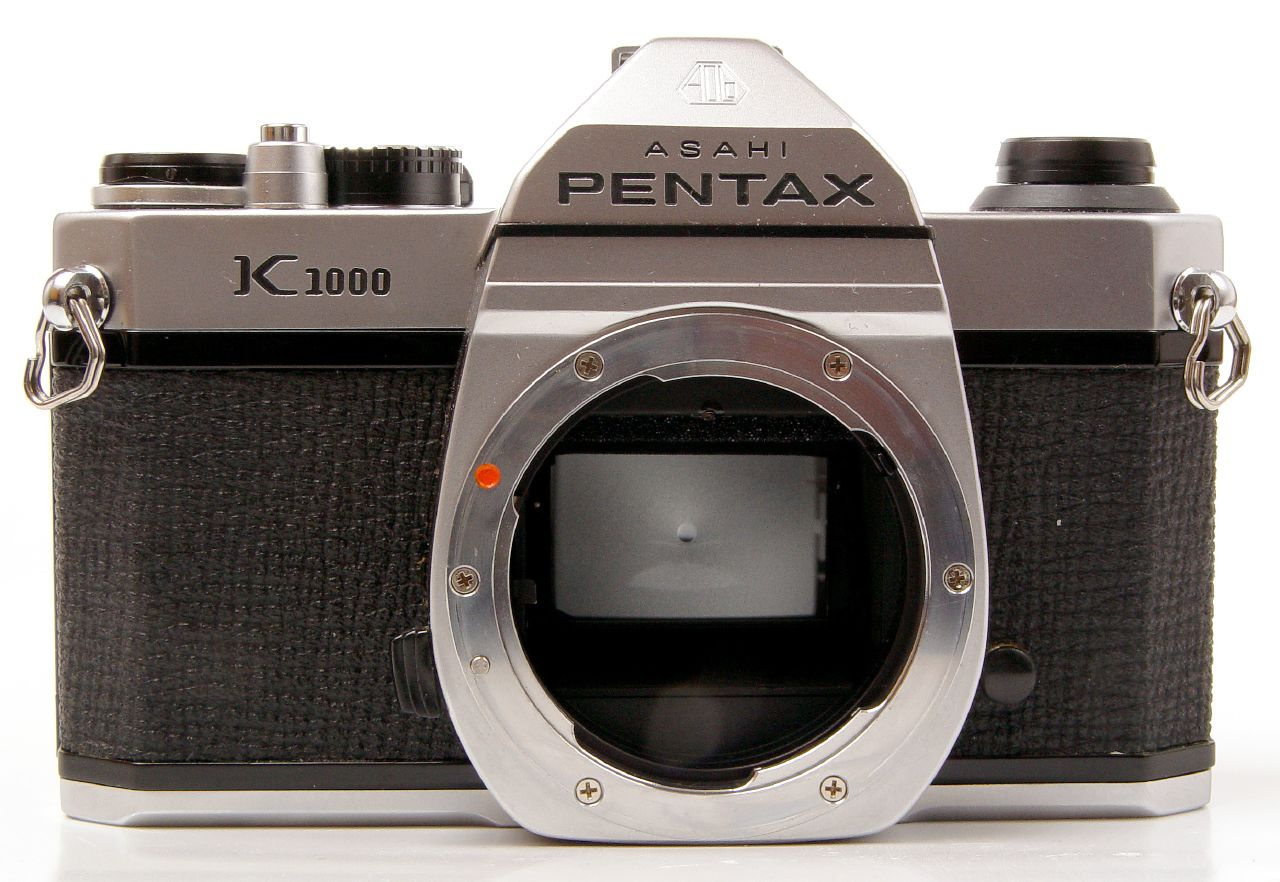
K 마운트를 가지고 있는 펜탁스 K1000

펜탁스 K 마운트(Pentax K mount)는 펜탁스가 35 mm SLR 카메라를 위해 개발한 렌즈 마운트이다. 1976년에 개발되었으며, 이 후 펜탁스의 모든 35 mm 필름 SLR 카메라 및 디지털 SLR 카메라에 사용되었다.
K 마운트를 기초로 하여 KF, KA, KAF, KAF2 등과 같이 새 기능들이 추가된 마운트가 개발되었다.

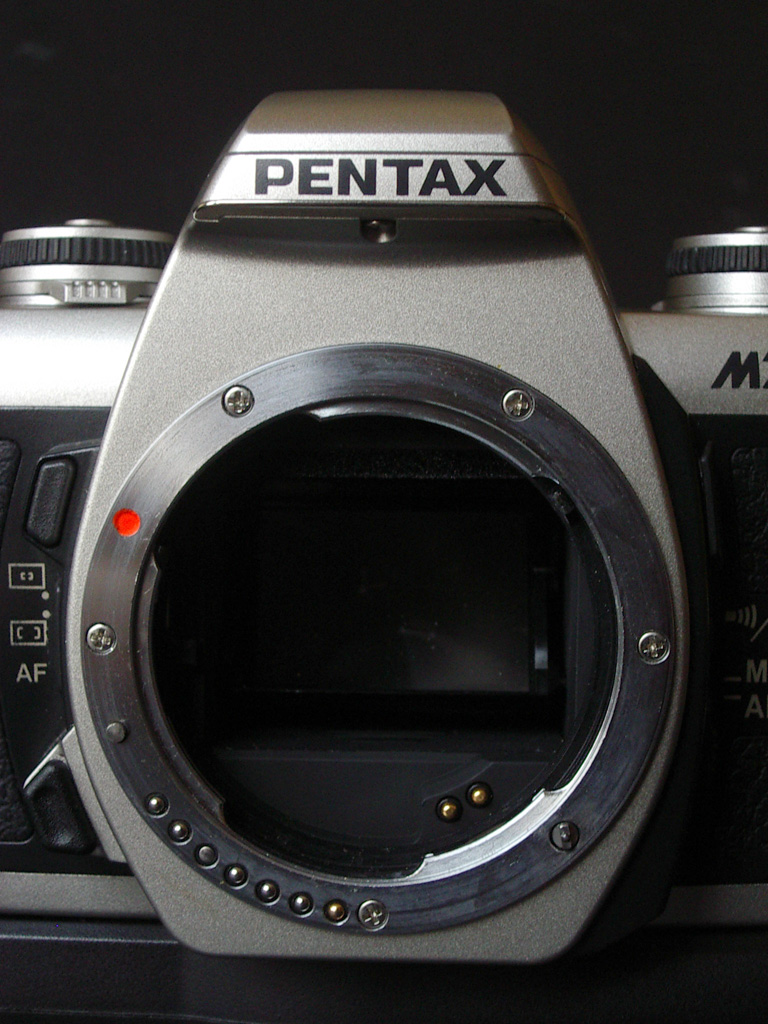
K_{AF2} 마운트를 가지고 있는 펜탁스 MZ-3. 전기 접점들과 자동 초점 드라이브 샤프트를 가지고 있다.

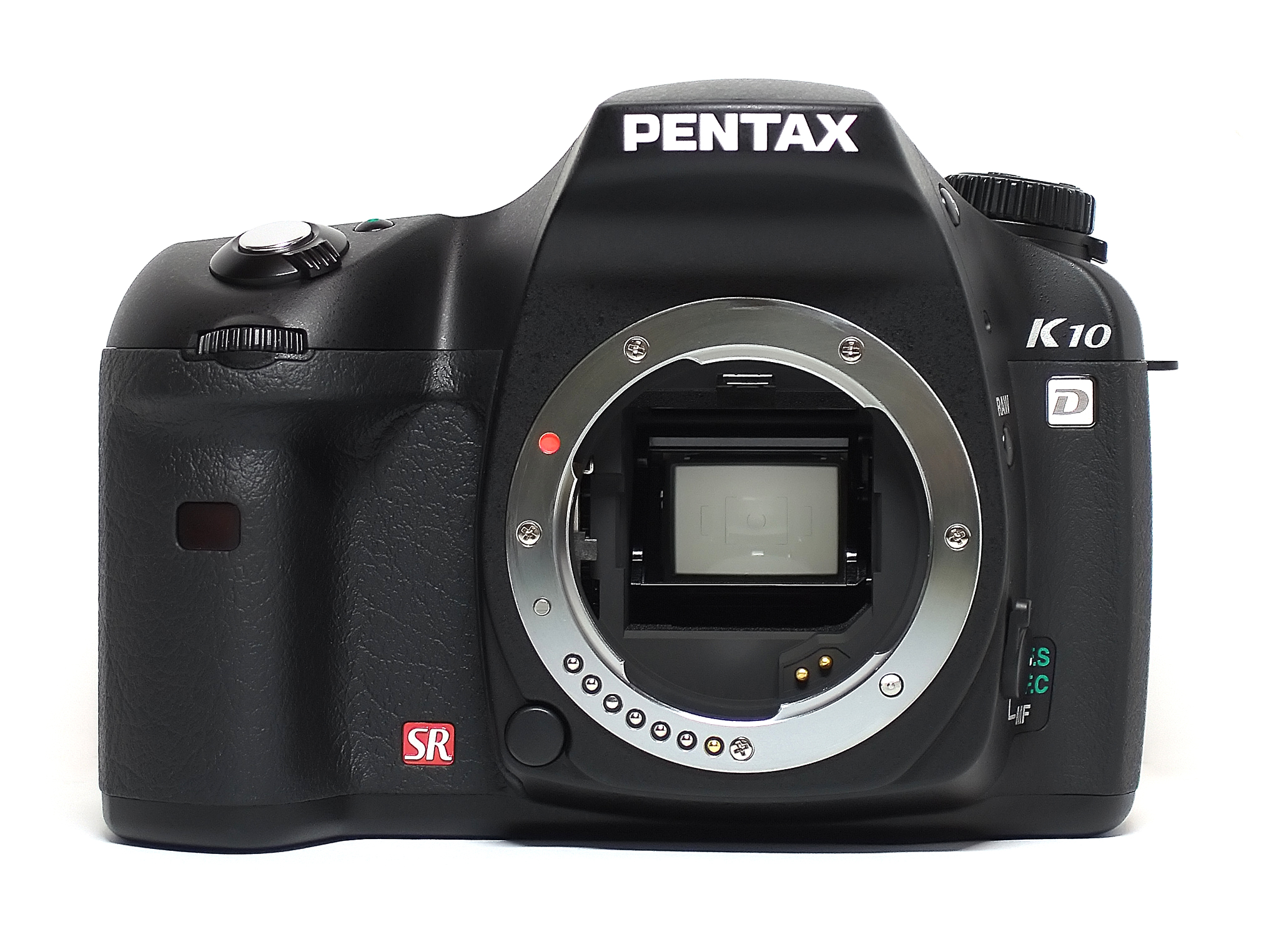
펜탁스 K10D는 몇 가지 기능이 제한된 K_{AF2} 마운트를 가지고 있다.

## 같이 보기
- 니콘 F 마운트
- 캐논 EF 마운트
- M42 마운트